# Tecnocasa Group
Tecnocasa Holding S.p.A. es un agente inmobiliario italiano internacional. Con sede en Rozzano, en la Ciudad metropolitana de Milán, el grupo media en compras, ventas y alquileres de inmuebles de todo tipo bajo las marcas Tecnocasa y Tecnorete, bajo las marcas de financiación inmobiliaria Kiron y Epicas, y bajo la marca Elesian. En total, el Grupo Tecnocasa opera más de 4.000 sucursales dirigidas por socios franquiciadores, entre ellas unas 3.600 en Italia y 800 en España que le convierten en el mayor agente inmobiliario. En 2007, el Grupo Tecnocasa generó unas ventas de 174 millones de euros.

## Historia
La compañía fue fundada a finales de la década de 1970 por Oreste Pasquali. En Milán y sus alrededores, creó una red de sucursales para la correduría de bienes raíces. En 1986, cambió el concepto de negocio y otorgó la gestión de sucursales a socios franquiciados locales, que desde entonces han aparecido bajo las marcas estándar operadas por Tecnocasa. Como franquiciador y propietario de la marca, Tecnocasa ejerce la coordinación general y se hace cargo de todos los servicios centrales.
En 2006, el Grupo Tecnocasa negoció alrededor de 78.000 propiedades en Italia con un valor total estimado de 7.900 millones de euros, así como préstamos hipotecarios por valor de 2.500 millones de euros.

## Tecnocasa Group en España
El Grupo Tecnocasa está presente en España desde 1994, cuando Tecnocasa, la marca insignia del grupo, abrió su primera oficina inmobiliaria en la ciudad de Barcelona. Ese mismo año se abrieron oficinas en Madrid, Valencia, Málaga y otras ciudades del país hasta acabar el año con 19 oficinas inmobiliarias en todo el país.
Un año más tarde se une Kìron, la red de intermediarios de crédito, y poco después Tecnorete, la segunda marca del Grupo dedicada a la intermediación en servicios inmobiliarios.
Actualmente, se encuentran 800 oficinas disponibles al público en las siguientes Comunidades Autónomas:
- Andalucía: provincias de Almería, Cádiz, Córdoba, Granada, Huelva, Jaén, Málaga y Sevilla
- Aragón: provincias de Huesca y Zaragoza
- Canarias: provincias de Las Palmas de Gran Canaria y Santa Cruz de Tenerife
- Castilla y León: provincias de Ávila, León, Salamanca y Valladolid
- Castilla-La Mancha: provincias de Ciudad Real, Cuenca, Guadalajara y Toledo
- Cataluña: provincias de Barcelona, Gerona y Tarragona
- Comunidad de Madrid
- Comunidad Valenciana: provincias de Alicante y Valencia
- Extremadura: provincia de Badajoz
- País Vasco: provincia de Vizcaya
- Región de Murcia. Murcia.